# 波兰社会党
波兰社会党（波蘭語：Polska Partia Socjalistyczna，缩写为PPS）是波兰的一个左翼政党。1892年，该党成立。1948年，并入波兰统一工人党。1987年，重建。
波兰第二共和国的缔造者约瑟夫·毕苏斯基是波兰社会党的成员，并在20世纪初担任该党领导人。

## 历史
波兰社会党在1892年于巴黎成立。1893年，一个名为波兰和立陶宛王国社会民主党的政党从波兰社会党分裂出来，而波兰社会党变得更倾向于民族主义，也更加注重于让波兰独立，而波兰和立陶宛社会民主党更倾向于革命和共产主义。1892年11月，波兰社会党的领导层就一项政治计划达成一致。这个计划要比其所被指定的时代进步得多，它强调了： 
- 基于民主原则建立独立的波兰共和国
- 人民拥有直接选举权
- 波兰的各个民族享有同等权利
- 不论种族、国籍、宗教与性别，所有公民享有同等权利
- 保证新闻自由、言论自由与集会自由
- 税收应有积极意义
- 确保八小时工作制
- 指定最低工资
- 男女同工同酬
- 禁止招收童工（14岁及以上者才可招收）
- 教育免费
- 对因公致伤者提供社会支持

俄罗斯帝国爆发1905年革命后，波兰社会党成员数急剧上升，从几百名活跃成员陡升至大约60000名成员，一跃成为大党。 党内的另一次分裂发生于1906年，此次分裂使波兰社会党分裂为革命派与左派，革命派由约瑟夫·毕苏斯基领导，主张民族主义与波兰独立，左派则与波兰和立陶宛王国社会民主党结盟。不久，革命派重占上风并恢复波兰社会党的名字，而左派则日趋衰落，1918年与波兰和立陶宛王国社会民主党合并为波兰共产党。
波兰第二共和国时期，波兰社会党开始时支持约瑟夫·毕苏斯基与其五月政變，但随后加入反对派阵营。 
1923年—1940年，该党是社会主义工人国际的成员。
第二次世界大战期间，该党以地下组织波兰社会党——自由、平等、独立的身份支持波兰抵抗运动。1948年，波兰社会党内发生致命性分裂，因为共产党采取萨拉米政策分化任何反对派。爱德华·奥休布卡-莫拉夫斯基所在的派系支持与波兰人民党结成统一战线反对共产党。而约瑟夫·西伦凯维兹领导的另一派系主张支持共产党来完成社会主义计划，但是反对强制推行一党统治。战前的政治敌意仍在对事情产生影响，而农民党领袖斯坦尼斯瓦夫·米科瓦伊奇克不会同意与社会党结成统一战线。共产党将奥休布卡-莫拉夫斯基开除，并让齐兰凯维奇成为总理，以此利用这种分裂。 
1948年，共产主义者和齐兰凯维奇一派与共产主义政党波兰工人党合并为波兰统一工人党，成为波兰共和国的执政党；而另一派系的剩余成员随同波兰流亡政府流亡国外，幸存下来。
1987年，扬·约瑟夫·利普斯基这样的左翼反对派人物成立同名政党，试图维持原来波兰社会党的传统。但是，新的波兰社会党在波兰第三共和国的政治版图中仍是一个微不足道的小党。
波兰社会党的主要宣传刊物为《工人报》。

## 相关人物

### 总统与国家首脑
- 约瑟夫·毕苏斯基（就职时已退党）
- 斯坦尼斯瓦夫·沃伊切霍夫斯基（后来退党）
- 伊格纳齐·莫希奇茨基（后来退党）
- 斯坦尼斯瓦夫·奥斯特罗夫斯基
- 弗兰齐谢克·特兰巴尔斯基

### 总理
- 伊格纳齐·达申斯基
- 延杰伊·莫拉切夫斯基
- 亚努什·延杰耶维奇（后来退党）
- 瓦莱雷·斯瓦韦克（后来退党）
- 托马什·阿尔齐谢夫斯基
- 塔德乌什·托马谢夫斯基
- 安托尼·帕扬克
- 阿尔弗雷德·乌尔班斯基
- 爱德华·奥休布卡-莫拉夫斯基（后来成为共产党员）
- 约瑟夫·西伦凯维兹（后来成为共产党员）

### 其他人物
- 扬·约瑟夫·利普斯基
- 博莱斯瓦夫·利马诺夫斯基
- 亚当·乔乌科什
- 莉迪娅·乔乌科什
- 耶日·切谢伊科-索哈茨基（后来成为共产党员）
- 诺尔贝尔茨·巴尔利茨基
- 扬·克瓦平斯基
- 赫尔曼·列贝尔曼
- 斯坦尼斯瓦夫·门德尔松
- 斯坦尼斯瓦夫·杜博伊斯
- 扬·穆拉克
- 梅齐斯瓦夫·涅齐亚乌科夫斯基
- 安托尼·帕伊达克
- 费利克斯·佩尔
- 卡齐米日·普扎克
- 卡齐米日·索斯诺夫斯基